# Левый Сарам
Левый Сарам — упразднённый в 2019 году участок (населённый пункт) в Зиминском районе Иркутской области России. Входил в состав Масляногорского муниципального образования. 

## География
Находится примерно в 86 км к юго-западу от районного центра.

## История
Переписью населения СССР 1926 года отмечен кордон Сарам с населением 4 человека (3 мужчины и 1 женщина).
Участок Левый Сарам как самостоятельный населённый пункт был основан в 1935 году в связи с образованием лесозаготовительной базы. Примерно в это же время там была открыта метеостанция.
Существуют данные, что 15 января 1986 года населённый пункт Левый Сарам был упразднён, однако населённый пункт существует вплоть до настоящего времени, там продолжает функционировать метеостанция.
Упразднён в 2019 году.

## Население
| 2002 | 2010 | 2011 | 2012 |
| ---- | ---- | ---- | ---- |
| 16   | ↘10  | →10  | →10  |

По данным Всероссийской переписи, в 2010 году в населённом пункте проживало 10 человек (6 мужчин и 4 женщины).